# Yamashita Yoshitsugu
Yamashita Yoshitsugu (山下 義韶?   16 de febrero de 1865 - 26 de octubre de 1935), también conocido como Yamashita Yoshiaki, fue un judoka japonés. Fue la primera persona en recibir el rango de cinturón rojo de décimo grado (jūdan) en judo de Kodokan, aunque de forma póstuma. También fue uno de los Cuatro Guardianes del Kodokan y un pionero del judo en Estados Unidos.

## Biografía
Yamashita nació en Kanazawa, entonces la capital del poderoso Dominio de Kaga. Su padre pertenecía a la clase samurái. Cuando era niño, Yamashita entrenó en las escuelas tradicionales (koryū) de artes marciales japonesas Yōshin-ryū y Tenjin Shin'yō-ryū jujutsu. En agosto de 1884, se unió al dojo de judo Kodokan de su amigo de la infancia Jigorō Kanō, convirtiéndose en su miembro número diecinueve. Avanzó al rango de cinturón negro de primer grado (shodan) en tres meses, al cuarto grado (yodan) en dos años y al sexto grado (rokudan) en catorce años. Solía discutir la filosofía del judo con Kano, ya que Yamashita inicialmente creía que el poder debía aplicarse antes que la técnica.
Formó parte del equipo del Kodokan que compitió contra los equipos de jujutsu de la Policía Metropolitana de Tokio a mediados de la década de 1880, y durante la década de 1890, su trabajo incluyó enseñar judo en la Academia Naval Imperial Japonesa y en la Universidad Imperial de Tokio (actual Universidad de Tokio). Su papel como competidor del Kodokan fue especialmente notable en la rivalidad Kodokan-Totsuka, en 1886. Luchó y dominó al famoso jujutsuka Taro Terushima, aunque el combate terminó en empate cuando Terushima recurrió al combate en el suelo. Luego volvió a enfrentarse a él, noqueándolo con un fuerte ippon seoi nage.
Yamashita era conocido por su propensión a involucrarse en peleas callejeras. En el caso más famoso, se vio envuelto en una pelea con nada menos que 17 trabajadores en Tokio debido a una disputa en un restaurante. A pesar de su amplia desventaja numérica, sumada al hecho de que algunos de ellos portaban cuchillos, Yamashita y otro judoka se deshicieron de todos los hombres, rompiendo intencionalmente los brazos de tres de ellos en el proceso. Poco después, Yoshiaki se enzarzaría en otra pelea con otro grupo de trabajadores, esta vez él contra 15 de ellos, pero el resultado fue el mismo: Yamashita incapacitó a sus atacantes con estrangulamientos y proyecciones, e incluso mató a algunos de ellos rompiéndoles el cuello. Fue arrestado, pero fue fácilmente absuelto al demostrar la desigualdad de las peleas. Sin embargo, fue suspendido por el Kodokan por el uso excesivo de la violencia. Cuando fue confrontado por Kano, Yamashita protestó e incluso desafió a su maestro a un combate, pero Kano logró convencerlo de que abandonara su forma violenta haciéndole entender que algún día él mismo podría resultar herido de la misma manera en que le gustaba dañar a la gente.

## En Estados Unidos
En febrero de 1902, Samuel Hill, ejecutivo ferroviario con sede en Seattle, decidió que su hijo de 9 años, James Nathan, debería aprender judo, del cual aparentemente había visto u oído hablar durante un viaje de negocios a Japón. En palabras de Hill, la idea era que el niño aprendiera "los ideales de la clase samurái, porque esa clase de hombres es noble y de alta moral. Ellos trascienden el espíritu comercial moderno". Hill habló con un socio comercial japonés-estadounidense, Masajiro Furuya, para obtener consejo. Furuya recomendó a Kazuyoshi Shibata, quien era estudiante en la Universidad de Yale. Shibata le habló a Hill sobre Yamashita, y el 21 de julio de 1903, Hill escribió una carta a Yamashita, invitándolo a venir a Seattle a expensas de Hill. El 26 de agosto de 1903, Yamashita respondió, escribiendo que él, su esposa y uno de sus estudiantes (Saburo Kawaguchi) partirían hacia Seattle el 22 de septiembre de 1903.
El barco que transportaba al grupo de Yamashita llegó a Seattle el 8 de octubre de 1903. Una semana después, el 17 de octubre de 1903, Yamashita y Kawaguchi dieron una exhibición de judo en un teatro de Seattle que Hill había alquilado para la ocasión. La asistencia era solo por invitación, y entre los invitados se encontraban la suegra de Sam Hill, Mary Hill (esposa del ferroviario J.J. Hill), el senador Russell Alger y varios periodistas deportivos. Después de la exhibición, Hill llevó al grupo de Yamashita hacia el este, a Washington D. C., donde entonces vivían la Sra. Hill y el joven James Nathan. Mientras tanto, la publicidad favorable en torno al evento llevó a los japoneses-estadounidenses que vivían en Seattle a formar su propio club de judo, conocido como el Seattle Dojo.
Poco después de llegar al Distrito de Columbia, Yamashita visitó la Legación Japonesa y en marzo de 1904, el agregado naval japonés, Comandante Takeshita Isamu, llevó a Yamashita a la Casa Blanca para conocer al presidente Theodore Roosevelt. Roosevelt practicaba lucha libre y boxeo mientras estaba en la Casa Blanca, y había recibido chaquetas de jujutsu de William Sturgis Bigelow y lecciones de jujutsu de J. J. O'Brien, un oficial de policía de Filadelfia que había estudiado jujutsu mientras vivía en Nagasaki. Roosevelt quedó impresionado con la habilidad de Yamashita y durante marzo y abril de 1904, Yamashita dio lecciones de judo al presidente y al secretario presidencial William Loeb Jr. en una sala de la Casa Blanca. Posteriormente, en otros lugares, Yamashita y su esposa Fude dieron lecciones a prominentes mujeres estadounidenses, incluyendo a Martha Blow Wadsworth (hermana de la pionera del Kindergarten Susan Blow), Hallie Elkins (esposa del senador Stephen Benton Elkins) y Grace Davis Lee (hermana de Hallie Elkins), y a sus hijos.
Las mujeres estadounidenses pronto comenzaron a entrenar en jujutsu como un medio de autodefensa y como símbolo de su creciente empoderamiento político. Roosevelt, preocupado de que Estados Unidos perdiera su supremacía militar ante potencias emergentes como Japón, comenzó a abogar por la formación en jujutsu para los soldados estadounidenses. En enero de 1905, Yamashita consiguió un trabajo enseñando judo en la Academia Naval de los Estados Unidos. Había alrededor de 25 estudiantes en su clase, incluido un futuro almirante, Robert L. Ghormley. El puesto terminó al final del período escolar y Yamashita no fue contratado nuevamente al año siguiente. Cuando el presidente Roosevelt se enteró de esto, habló con el Secretario de la Marina, quien a su vez le indicó al Superintendente de la Academia Naval que volviera a contratar a Yamashita. Como resultado, el judo de Yamashita se enseñó en la Academia Naval durante los primeros seis meses de 1906.

## De regreso a Japón

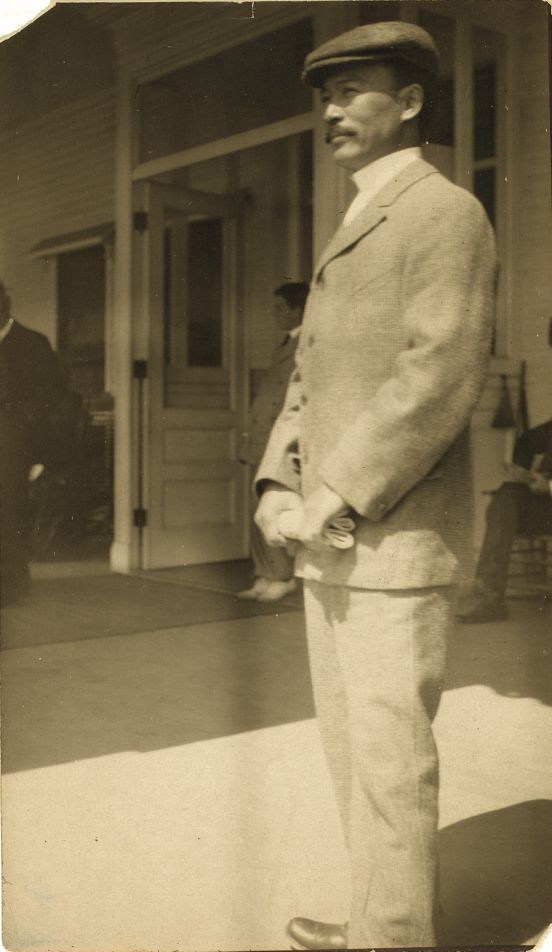
Comandante Takeshita Isamu en Portsmouth, New Hampshire, en 1905

Al finalizar el año académico de 1906, Yamashita dejó Estados Unidos y regresó a Japón. El 24 de julio de 1906, participó en una conferencia en Kioto que se había convocado con el propósito de estandarizar las formas (kata) del judo que se podrían enseñar en las escuelas públicas japonesas.
Desde la década de 1910 hasta la de 1930, Yamashita trabajó como profesor de judo en la Escuela Normal Superior de Tokio (東京高等師範学校, Tōkyō Kōtō Shihan Gakkō). En esta capacidad, asistía con frecuencia a torneos y exhibiciones de judo.También enseñaba judo a la Policía Municipal de Tokio. Por lo tanto, desde septiembre de 1924 hasta abril de 1926, Yamashita formó parte de un comité que desarrolló un nuevo kata para la policía japonesa.
Un ejemplo del método de enseñanza de Yamashita es el consejo:
Siempre trata de pensar en mejorar y no creas que eres demasiado bueno. Esto último es muy fácil de hacer mientras se aprende judo.
La última gran aparición pública de Yamashita fue probablemente en la celebración del 50 aniversario de la fundación del Kodokan, un evento que tuvo lugar en noviembre de 1934. La judoka británica Sarah Mayer describió la participación de Yamashita de la siguiente manera:
Uno de los príncipes imperiales estuvo presente y el Emperador envió un regalo de dinero. Se leyó un discurso del Primer Ministro y el ministro de Educación pronunció una larga oración. Todos los famosos judokas estaban allí y hubo una escena bastante conmovedora cuando el Sr. Yamashita, el alumno más antiguo, se adelantó. Había perdido la voz con los años y otra persona tuvo que leer su discurso, pero al estar frente al Prof. Kano, no pude evitar pensar en los largos años que estos dos hombres, ahora tan mayores, habían luchado para popularizar el judo y lo maravilloso que debía ser para ellos haber vivido para presenciar tal logro asombroso. Hombres famosos demostraron hermosos Kata cuando terminaron los discursos y el Prof. Kano dedicó tres árboles a sus tres maestros, y el alivio cómico fue proporcionado por un combate entre yo y [Kaichiro] Samura,quien tuvo la amabilidad de llevarse la peor parte.
Su ascenso final al rango de 10º dan fue póstumo.